# Acronicta fragilis
Acronicta fragilis (tên tiếng Anh: Fragile Dagger Moth) là một loài bướm đêm thuộc họ Noctuidae. Nó được tìm thấy ở Newfoundland tới Florida, về phía tây ngang qua Canada, phía nam đến Kentucky và Minnesota.

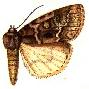

Sải cánh dài khoảng 30 mm. Con trưởng thành bay từ tháng 6 đến tháng 7 tùy theo địa điểm.
Ấu trùng ăn cây táo, cây cáng lò (hay cây bulô), cây mận, cây liễu, vân sam trắng.

## Hình ảnh

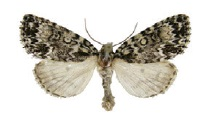

## Phụ loài
- Acronicta fragilis minella
- Acronicta fragilis fragiloides